# Flotila Hrvatske ratne mornarice
Flotila Hrvatske ratne mornarice ustrojstvena je cjelina Hrvatske ratne mornarice, a nastala je iz nekadašnje Flote, koja je od 1. srpnja 2008. prestala postojati kao ustrojstvena cjelina HRM te se podijelila na Flotilu za tradicionalne zadaće ratnih mornarica (Flotila HRM) i Obalnu stražu Republike Hrvatske za netradicionalne zadaće zaštite interesa i nadzora mora.

## Struktura
- Zapovjedništvo Flotile
- Divizijun za površinsko djelovanje
- Divizijun za potporu
- Protuminski divizijun
- Odred rezidencijalnih brodova
- Satnija mornaričko desantnog - pješaštva

## Brodovi u sastavu Flotile
- Raketne topovnjače:
  - RTOP-11 Kralj Petar Krešimir IV.
  - RTOP-12 Kralj Dmitar Zvonimir
  - RTOP-21 Šibenik
  - RTOP-41 Vukovar
  - RTOP-42 Dubrovnik
- Desantni brodovi-minopolagači:
  - DBM-81 Cetina
  - DBM-82 Krka
- Desantno jurišni brodovi:
  - DJB-104
  - DJB-106
  - DJB-107
- Lovci mina:
  - LM-51 Korčula
- Pomoćni brodovi:
  - MRB-83
  - BMT-51
  - Motorna barkasa Krasnica
  - PDS-713
- Rezidencijalni brodovi:
  - Jahta Učka
  - Jahta Jadranka
  - Jahta Zrinka
  - Jahta Čista Velika
- Školske jedrilice:
  - Jedrilica Katarina Zrinska
  - Jedrilica Kraljica Jelena